# Togo (design)
Pour les articles homonymes, voir Togo (homonymie).

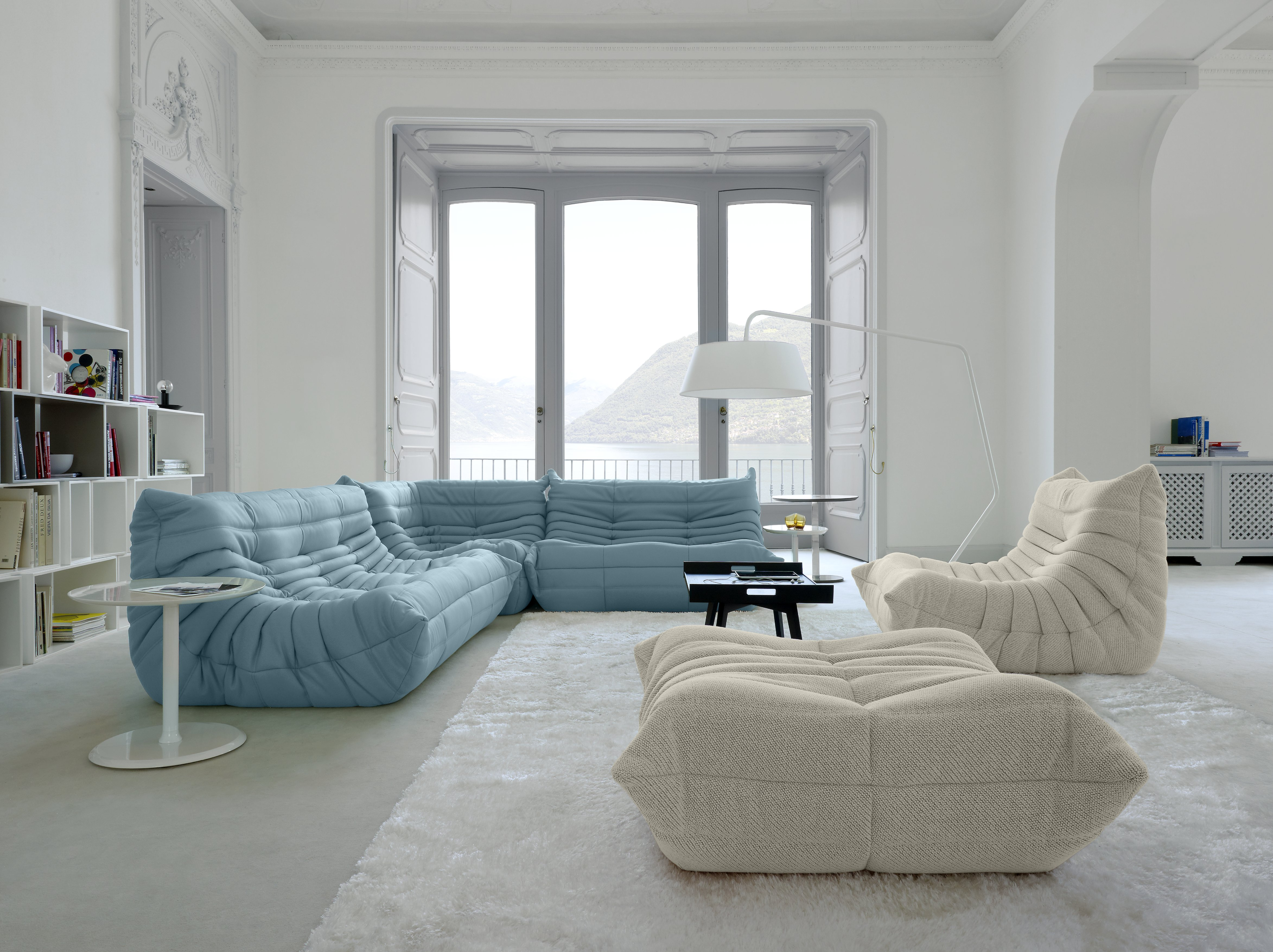
Ensemble de canapés Togo.

Les fauteuils et canapés Togo sont des créations du designer français Michel Ducaroy pour Ligne Roset. Ils ont été conçus en 1973 après que ce designer a longtemps observé son tube de dentifrice.

## Histoire
Les années 1970 marquent un intérêt pour les intérieurs confortables avec des assises basses et des tables basses. À cette époque, Jean Roset, a repris la rênes d'une entreprise familiale de mobilier qui a connu un développement dans le contexte de reconstruction de l'après-guerre, équipant notamment de nombreuses universités[source insuffisante]. Ce dernier remarque les changements d'habitudes de ses contemporains et souhaite développer un mobilier adapté au mode de vie moderne qu'il vendrait cette fois-ci à des particuliers. Il fait alors appel à Michel Ducaroy, designer français qui a rejoint l'entreprise depuis plus de 10 ans et qui s'est familiarisé avec les nouveaux matériaux apparus depuis les années 1960 (mousse, ouate, plastique thermoformé). Michel Ducaroy propose alors à Jean Roset un canapé-coussin de trois places sans armature ni dossier, une forme novatrice pour l'époque qui lui a été inspirée par l'observation de son tube de dentifrice, un matin, pendant les années 1960,,. Ducaroy présente alors sa création comme « un tube de dentifrice plié comme un tuyau de poêle et fermé aux deux bouts ». Le Togo est présenté en 1973 au Salon des arts ménagers à Paris dans une relative indifférence, seuls quelques avant-gardistes remarquent la hardiesse de sa forme, parmi lesquels les membres du jury du prix René-Gabriel, qui récompensait alors un « mobilier innovant et démocratique ». Quand elle ne suscitait pas l'indifférence, la création de Ducaroy suscitait le scepticisme, plusieurs visiteurs du Salon pensaient que l'absence de base de ce canapé était due à un travail bâclé, faute de temps. Ce canapé-coussin lance néanmoins la marque Ligne Roset et trouve son public avec plus d'un million d'exemplaires vendus dans 58 pays en 2009, un chiffre qui grimpe à 1,5 million d'exemplaires douze ans plus tard écoulés dans 72 pays. Il devient même une icône des années 1970 pour son confort et sa modularité et sera repris par des artistes de l'époque comme la dessinatrice Claire Bretécher qui donne à voir des personnages frustrés vautrés dans des Togo,.
Au début des années 2020, le Togo trouve un nouveau public de jeunes passionnés de design sur le réseau social Instagram et il fait régulièrement l'objet de mèmes sur internet. Consciente de ce regain d'intérêt, la marque lance son programme de recyclage et d'upcycling en reprenant les anciens modèles de Togo.